# Lecanographa grumulosa
Lecanographa grumulosa är en lavart som först beskrevs av Léon Dufour, och fick sitt nu gällande namn av Egea & Torrente. Lecanographa grumulosa ingår i släktet Lecanographa och familjen Roccellaceae.   Inga underarter finns listade i Catalogue of Life.